# إدغار انسوورث
إدغار انسوورث هو قاضي وسياسي زامبي، ولد في 18 أبريل 1906، وتوفي في 15 مارس 2006. انتخب عضو الجمعية الوطنية في زامبيا ‏.